# El gran premio de la cocina
El gran premio de la cocina fue el primer reality culinario en tiempo real de la Argentina, un reality show gastronómico que se emitió por la pantalla de eltrece. Estuvo conducido por Carina Zampini junto a Juan Marconi,el jurado estaba compuesto por Christian Petersen, Felicitas Pizarro y Mauricio Asta. El ganador de cada temporada se llevaba como premio una suma de 400.000 pesos argentinos.
En septiembre de 2024, se anunció su regreso a la pantalla de eltrece, tras el levantamiento de dos programas de la tarde del canal de Constitución. Esta temporada contaría con la conducción de Leandro “Chino” Leunis y Micaela Vázquez.
Tras el bajo rating que rindió está nueva temporada, las autoridades del canal optaron por finalizar el programa. Finalmente la temporada termino el viernes 7 de febrero de 2025.

## Formato
Todas las tardes, 16 cocineros amateurs se enfrentarán a distintas pruebas en las que tendrán que demostrar no solo su capacidad de inventiva y el dominio de la técnica sino también la concentración, la seguridad y la serenidad para afrontar cada desafío que se les proponga. Además, deberán deslumbrar a un experto e implacable jurado.

#### 1° a 8° temporada
En una primera instancia se medirán en equipos los cuales son denominados "Equipo Rojo" y "Equipo Verde", cada viernes se eliminara un participante cuyo menor puntaje haya hecho en la semana, si el equipo pierde la semana puede salvarse por medio de capitanías que se consigue haciendo pruebas de liderazgo o por votación de los compañeros. El equipo que consigue ganar cinco semanas pasa directamente a la etapa individual más dos participantes del equipo perdedor los cuales serán seleccionados por medios de capitanías acumuladas y por votación de los compañeros, esta última en caso de haber empate lo decide el jurado.
En la etapa individual se dejan los delantales rojos y verdes por uno negro, cocinan individualmente y el participante que haya hecho menor puntaje en la semana quedara eliminado, en esta instancia también hay pruebas de liderazgo pero no concede inmunidad, sino diferentes beneficios que lo facilitara en la cocina del día. Los cuatro participantes que sobrevivan esta instancia pasaran al cuadrangular.
En el cuadrangular los participantes usaran una chaqueta blanca y contaran con la ayuda en la cocina de un exparticipante. Se realiza un fixture donde los participantes competirán ida y vuelta entre ellos en un lapso de seis días y al finalizar cada programa se entregan "tenedores dorados" por su desempeño en la cocina y los dos cocineros que hayan obtenido más tenedores pasan a la gran final de la competencia.
La gran final tiene una duración de cuatro días, en los cuales también en esta etapa también tienen ayudantes en la cocina las cuales pueden variar el número. Esta vez al finalizar cada día se entregaran "cuchillos dorados" y quien haya obtenido la mayor cantidad de cuchillos entre los dos participantes será el gran campeón de la temporada.

#### 9° temporada
Esta temporada fue especial porque era edición campeones y como solo había ocho campeones se paso directamente a la etapa individual. ya que la etapa grupal consta de dieciséis participantes
En la etapa individual no fue de la misma manera que en las anteriores, debido a que se realizaba una semana de inmunidad y otra de eliminación, lo que llevaba a que las eliminaciones eran cada dos semanas y podías salvarte de ellas ganando la semana de inmunidad. El participante que menor puntaje haya hecho en la semana de eliminación quedara eliminado, así hasta que queden cinco participantes los cuales cuatro pasaran a la etapa cuadrangular y uno directo a la semifinal lo cual será obtenido por medio de puntajes total de toda la temporada. En esta etapa también hay pruebas de beneficios que ayudan al participante a facilitar su cocina.
La etapa cuadrangular es exactamente la misma metodología de las anteriores, en esta ocasión los participantes usaran chaqueta negra y solo cambia que el participante que paso a la semifinal posee beneficios los cuales son positivos y negativos los cuales son entregados a sus compañeros uno por día. 
La Semifinal se agrega en esta novena temporada la cual consta de cuatro días, haciendo el mismo plato y al finalizar el día se entregan los tenedores dorados, los dos que hayan obtenido más tenedores pasan a la gran final.
La gran final a comparación de las anteriores desaparecen los cuchillos dorados debido a que solo es un día la final, el que mejor haya cocinado será el campeón.

#### 10° a 11° temporada
La etapa grupal en la décima fue igual que en las anteriores pero en la undécima cambiaron las reglas, el día jueves el equipo que pierda la semana pasa completo al día de eliminación que se realiza los viernes en los cuales solo cocinaran cuatro participantes los cuales serán seleccionados uno por los compañeros y tres por los jurados, luego se realizara una prueba de liderazgo y el ganador podrá elegir compañero y cocina para luchar de no ser eliminado. Al finalizar el día se entregan cucharas doradas y la pareja que haya obtenido mayor cantidad se salva de la eliminación y el jurado decide quien abandona entre la pareja perdedora.

## Ganadores de El gran premio de la cocina
| Temporada | Conducción     | Conducción       | Jurado            | Jurado             | Jurado            | Resultado final   | Resultado final         | Resultado final |
| --------- | -------------- | ---------------- | ----------------- | ------------------ | ----------------- | ----------------- | ----------------------- | --------------- |
| Temporada | Conducción     | Conducción       | Jurado            | Jurado             | Jurado            | Campeón           | Subcampeón              |                 |
| 1         | Carina Zampini | Juan Marconi     | Felicitas Pizarro | Christian Petersen |                   | José González     | Sofía Zelaschi          |                 |
| 2         | Carina Zampini | Juan Marconi     | Felicitas Pizarro | Christian Petersen | Rodrigo Mattera   | Lucía Barbato     |                         |                 |
| 3         | Carina Zampini | Juan Marconi     | Felicitas Pizarro | Christian Petersen | Yolanda Coronel   | Flavia Lagu       |                         |                 |
| 4         | Carina Zampini | Juan Marconi     | Felicitas Pizarro | Christian Petersen | Julián Tiberio    | Jakub Sanko       |                         |                 |
| 5         | Carina Zampini | Juan Marconi     | Felicitas Pizarro | Christian Petersen | Santiago Albornoz | Daniela Martucci  |                         |                 |
| 6         | Carina Zampini | Juan Marconi     | Felicitas Pizarro | Christian Petersen | Natasha Salman    | Gustavo Diana     |                         |                 |
| 7         | Carina Zampini | Juan Marconi     | Felicitas Pizarro | Christian Petersen | Mauricio Asta     | Matías López      | Alfredo González Uboldi |                 |
| 8         | Carina Zampini | Juan Marconi     | Felicitas Pizarro | Christian Petersen | Mauricio Asta     | Matías Mitolo     | Daniela Martucci        |                 |
| 9         | Carina Zampini | Juan Marconi     | Felicitas Pizarro | Christian Petersen | Mauricio Asta     | Santiago Albornoz | Julián Tiberio          |                 |
| 10        | Carina Zampini | Juan Marconi     | Felicitas Pizarro | Christian Petersen | Mauricio Asta     | Julián Bermúdez   | Nicolás Canzani         |                 |
| 11        | Carina Zampini |                  | Felicitas Pizarro | Christian Petersen | Mauricio Asta     | Nadia Fioravanti  | Facundo Vigliano        |                 |
| 12        | Carina Zampini | Daiana Medina    | Felicitas Pizarro | Christian Petersen | Mauricio Asta     | Gonzalo Di Fonzo  |                         |                 |
| 13        | Carina Zampini | Facundo Vigliano | Felicitas Pizarro | Christian Petersen | Mauricio Asta     | Matías Mitolo     |                         |                 |
| 14        | Carina Zampini | Bautista Lena    | Felicitas Pizarro | Christian Petersen | Mauricio Asta     | Geraldine Neumann |                         |                 |
| 15        | Carina Zampini | Micaela Lapegüe  | Felicitas Pizarro | Christian Petersen | Mauricio Asta     | Lucas Spadafora   |                         |                 |
| 16        | Leandro Leunis | Micaela Vázquez  | Ximena Saénz      | Christian Petersen | Dolli Irigoyen    | Sofia Rancheff    | Juan                    |                 |

## 1° Temporada (2018)

### Participantes
| Participante        | Participante  | Edad                                | Profesión                 | Equipo            | Resultado | Días |
| ------------------- | ------------- | ----------------------------------- | ------------------------- | ----------------- | --------- | ---- |
|                     | José González | 36 años                             | Tatuador                  | Equipo Rojo/Final | Ganador   | 89   |
| Sofía Zelaschi      | 23 años       | Cocinera privada                    | Equipo Rojo/Final         | Finalista         |           | 89   |
| Karina Gao          | 33 años       | Administradora de empresas/Bloguera | Equipo Verde/Cuadrangular | Semifinalista     | 85        |      |
| Maximiliano Braylan | 32 años       | Maestro mayor de obra               | Equipo Rojo/Cuadrangular  | Semifinalista     | 85        |      |
| Nora Waldman        | 59 años       | Docente                             | Equipo Verde/Individual   | 12° Eliminada     | 75        |      |
| María Belén Acevedo | 34 años       | Mánager                             | Equipo Rojo/Individual    | 11° Eliminada     | 68        |      |
| Cirila Espínola     | 63 años       | Ama de llaves                       | Equipo Rojo/Individual    | 10° Eliminada     | 61        |      |
| Daniel Salotto      | 63 años       | Actor                               | Equipo Verde              | 8°/9° Eliminados  | 54        |      |
| Daniela Fernández   | 30 años       | Empleada pública                    | Equipo Verde              | 8°/9° Eliminados  | 54        |      |
| Jorge Felip         | 53 años       | Amo de casa                         | Equipo Rojo               | 7° Eliminado      | 47        |      |
| Eliana Fernández    | 31 años       | Maquilladora                        | Equipo Verde              | 6° Eliminada      | 40        |      |
| Freddy Núñez        | 35 años       | Empleado de frigorífico             | Equipo Verde              | 5° Eliminado      | 33        |      |
| Miguel Panno        | 49 años       | Administrador de empresas           | Equipo Verde              | 4° Eliminado      | 26        |      |
| Romina Calb         | 45 años       | Ama de Casa                         | Equipo Rojo               | 3° Eliminada      | 19        |      |
| Gustavo Arata       | 37 años       | Emprendedor                         | Equipo Rojo               | 2° Eliminado      | 12        |      |
| Víctor Rebecchini   | 34 años       | Modelo y fotógrafo                  | Equipo Verde              | 1° Eliminado      | 5         |      |

### Estadísticas
|             | Semana    | Semana    | Semana    | Semana    | Semana    | Semana    | Semana    | Semana    | Semana    | Semana    | Semana    | Semana        | Semana    |
| 1           | 2         | 3         | 4         | 5         | 6         | 7         | 8         | 9         | 10        | 11        | SF        | Final         |           |
| ----------- | --------- | --------- | --------- | --------- | --------- | --------- | --------- | --------- | --------- | --------- | --------- | ------------- | --------- |
| José        | Exento    | Salvado   | Salvado   | Exento    | Inmune    | Exento    | Salvado   | Exento    | Exento    | Exento    | Exento    | Exento        | Ganador   |
| Sofía       | Exenta    | Salvada   | Salvada   | Exenta    | Exenta    | Exenta    | Salvada   | Exenta    | Exenta    | Exenta    | Exenta    | Exenta        | Finalista |
| Karina      | Inmune    | Exenta    | Exenta    | Salvada   | Riesgo    | Salvada   | Inmune    | Inmune    | Exenta    | Exenta    | Exenta    | Semifinalista |           |
| Maximiliano | Exento    | Salvado   | Riesgo    | Exento    | Exento    | Exento    | Inmune    | Exento    | Riesgo    | Riesgo    | Riesgo    | Semifinalista |           |
| Nora        | Salvada   | Exenta    | Exenta    | Salvada   | Riesgo    | Salvada   | Exenta    | Salvada   | Exenta    | Riesgo    | Eliminada |               |           |
| María Belén | Exenta    | Salvada   | Salvada   | Exenta    | Exenta    | Exenta    | Riesgo    | Exenta    | Riesgo    | Eliminada |           |               |           |
| Cirila      | Inmune    | Salvada   | Riesgo    | Exenta    | Exenta    | Exenta    | Riesgo    | Exenta    | Eliminada |           |           |               |           |
| Daniel      | Salvado   | Exento    | Exento    | Riesgo    | Salvado   | Inmune    | Exento    | Eliminado |           |           |           |               |           |
| Daniela     | Salvada   | Exenta    | Exenta    | Riesgo    | Inmune    | Riesgo    | Exenta    | Eliminada |           |           |           |               |           |
| Jorge       | Exento    | Riesgo    | Salvado   | Exento    | Exento    | Exento    | Eliminado |           |           |           |           |               |           |
| Eliana      | Riesgo    | Exenta    | Exenta    | Inmune    | Salvada   | Eliminada |           |           |           |           |           |               |           |
| Freddy      | Salvado   | Exento    | Exento    | Salvado   | Eliminado |           |           |           |           |           |           |               |           |
| Miguel      | Riesgo    | Exento    | Exento    | Eliminado |           |           |           |           |           |           |           |               |           |
| Romina      | Exenta    | Riesgo    | Eliminada |           |           |           |           |           |           |           |           |               |           |
| Gustavo     | Exento    | Eliminado |           |           |           |           |           |           |           |           |           |               |           |
| Víctor      | Eliminado |           |           |           |           |           |           |           |           |           |           |               |           |

## 2° Temporada (2018-2019)

### Participantes
| Participante             | Participante    | Edad                         | Profesión                | Equipo            | Resultado | Días |
| ------------------------ | --------------- | ---------------------------- | ------------------------ | ----------------- | --------- | ---- |
|                          | Rodrigo Mattera | 43 años                      | Licenciado en Marketing  | Equipo Rojo/Final | Ganador   | 89   |
| Lucía Barbato            | 34 años         | Camarera                     | Equipo Verde/Final       | Finalista         |           | 89   |
| Emmanuel Escobar         | 22 años         | Estudiante                   | Equipo Rojo/Cuadrangular | Semifinalista     | 86        |      |
| Dafne Frione             | 18 años         | Estudiante                   | Equipo Rojo/Cuadrangular | Semifinalista     | 85        |      |
| Valentino Ayello         | 19 años         | Modelo                       | Equipo Verde/Individual  | 12° Eliminado     | 75        |      |
| Maia Grisoski            | 35 años         | Vendedora                    | Equipo Rojo/Individual   | 11° Eliminada     | 68        |      |
| Mariano Sar              | 42 años         | Supervisor de seguridad      | Equipo Verde             | 9°/10° Eliminados | 61        |      |
| María del Carmen Sibón   | 50 años         | Ama de casa                  | Equipo Verde             | 9°/10° Eliminados | 61        |      |
| Micaela Pino             | 30 años         | Organizadora de eventos      | Equipo Rojo              | 8° Eliminada      | 54        |      |
| Rolando Cardona Valencia | 27 años         | Comunicado de moda           | Equipo Verde             | 7° Eliminado      | 47        |      |
| Sabina Saracino          | 27 años         | Emprendedora                 | Equipo Verde             | 6° Eliminada      | 40        |      |
| Claudio Castillo         | 52 años         | Comerciante                  | Equipo Verde             | 5° Eliminado      | 33        |      |
| Benjamín Zudanaisky      | 60 años         | Jubilado                     | Equipo Rojo              | 4° Eliminado      | 26        |      |
| Elodia Páez Ibarrola     | 48 años         | Ama de llaves                | Equipo Rojo              | 3° Eliminada      | 19        |      |
| Graciela Ávalos          | 52 años         | Ama de casa                  | Equipo Verde             | 2° Eliminada      | 12        |      |
| Paula Sánchez            | 44 años         | Analista en recursos humanos | Equipo Rojo              | 1° Eliminada      | 5         |      |

### Estadísticas
|              | Semana    | Semana    | Semana    | Semana    | Semana    | Semana    | Semana    | Semana    | Semana    | Semana    | Semana    | Semana        | Semana    |
| 1            | 2         | 3         | 4         | 5         | 6         | 7         | 8         | 9         | 10        | 11        | SF        | Final         |           |
| ------------ | --------- | --------- | --------- | --------- | --------- | --------- | --------- | --------- | --------- | --------- | --------- | ------------- | --------- |
| Rodrigo      | Salvado   | Exento    | Salvado   | Inmune    | Exento    | Exento    | Exento    | Salvado   | Exento    | Exento    | Exento    | Exento        | Ganador   |
| Lucía        | Exenta    | Inmune    | Exenta    | Exenta    | Inmune    | Salvada   | Salvada   | Inmune    | Inmune    | Exenta    | Exenta    | Riesgo        | Finalista |
| Emmanuel     | Salvado   | Exento    | Salvado   | Salvado   | Exento    | Exento    | Exento    | Salvado   | Exento    | Exento    | Riesgo    | Semifinalista |           |
| Dafne        | Riesgo    | Inmune    | Salvada   | Salvada   | Exenta    | Exenta    | Exenta    | Inmune    | Exenta    | Exenta    | Exenta    | Semifinalista |           |
| Valentino    | Exento    | Salvado   | Exento    | Exento    | Salvado   | Salvado   | Salvado   | Exento    | Riesgo    | Riesgo    | Eliminado |               |           |
| Maia         | Salvada   | Exenta    | Inmune    | Salvada   | Inmune    | Exenta    | Exenta    | Riesgo    | Exenta    | Eliminada |           |               |           |
| Mariano      | Exento    | Salvado   | Exento    | Exento    | Salvado   | Inmune    | Riesgo    | Exento    | Eliminado |           |           |               |           |
| María del C. | Exenta    | Salvada   | Exenta    | Exenta    | Salvada   | Riesgo    | Salvada   | Exenta    | Eliminada |           |           |               |           |
| Micaela      | Salvada   | Exenta    | Salvada   | Riesgo    | Exenta    | Exenta    | Exenta    | Eliminada |           |           |           |               |           |
| Rolando      | Exento    | Salvado   | Exento    | Exento    | Riesgo    | Salvado   | Eliminado |           |           |           |           |               |           |
| Sabina       | Exenta    | Salvada   | Exenta    | Exenta    | Salvada   | Eliminada |           |           |           |           |           |               |           |
| Claudio      | Exento    | Riesgo    | Exento    | Inmune    | Eliminado |           |           |           |           |           |           |               |           |
| Benjamin     | Salvado   | Exento    | Riesgo    | Eliminado |           |           |           |           |           |           |           |               |           |
| Elodia       | Inmune    | Exenta    | Eliminada |           |           |           |           |           |           |           |           |               |           |
| Graciela     | Exenta    | Eliminada |           |           |           |           |           |           |           |           |           |               |           |
| Paula        | Eliminada |           |           |           |           |           |           |           |           |           |           |               |           |

## 3° Temporada (2019)

### Participantes
| Participante            | Participante    | Edad                        | Profesión                | Equipo            | Resultado | Días |
| ----------------------- | --------------- | --------------------------- | ------------------------ | ----------------- | --------- | ---- |
|                         | Yolanda Coronel | 62 años                     | Cocinera                 | Equipo Rojo/Final | Ganadora  | 89   |
| Flavia Lagú             | 37 años         | Bloguera                    | Equipo Verde/Final       | Finalista         |           | 89   |
| Damián Di Croce         | 37 años         | Pastelero                   | Equipo Rojo/Cuadrangular | Semifinalista     | 85        |      |
| Mauro Lacagnina         | 34 años         | Embutidor                   | Equipo Rojo/Cuadrangular | Semifinalista     | 85        |      |
| Lisa Príncipi           | 23 años         | Productora de televisión    | Equipo Rojo/Individual   | 12° Eliminada     | 75        |      |
| Elbio Segovia           | 43 años         | Guitarrista                 | Equipo Verde/Individual  | 11° Eliminado     | 68        |      |
| Maximiliano Damián      | 36 años         | Intragrammer                | Equipo Verde             | 9°/10° Eliminados | 61        |      |
| Gerónimo Loiácono       | 23 años         | Cervecero                   | Equipo Verde             | 9°/10° Eliminados | 61        |      |
| Belén Benzo             | 31 años         | Exsecretaria e Indumentaria | Equipo Rojo              | 8° Eliminada      | 54        |      |
| Diego Martín Falciglio  | 38 años         | Asador                      | Equipo Verde             | 7° Eliminado      | 47        |      |
| Ana Stanko              | 48 años         | Masajista                   | Equipo Verde             | 6° Eliminada      | 40        |      |
| María Guadalupe Sánchez | 18 años         | Estudiante                  | Equipo Verde             | 5° Eliminada      | 33        |      |
| Javier Bavau            | 50 años         | Pastelero                   | Equipo Rojo              | 4° Eliminado      | 26        |      |
| Juan Manuel Ortiz       | 42 años         | Piloto de Avión             | Equipo Verde             | 3° Eliminado      | 19        |      |
| Flavia Grosso           | 29 años         | Odontóloga                  | Equipo Rojo              | 2° Eliminada      | 12        |      |
| Eladio Fernández        | 72 años         | Fabricante de chocolates    | Equipo Verde             | 1° Expulsado      | 11        |      |
| Alicia Simón            | 55 años         | Ama de casa                 | Equipo Rojo              | 1° Eliminada      | 5         |      |

### Estadísticas
|              | Semana    | Semana    | Semana    | Semana    | Semana    | Semana    | Semana    | Semana    | Semana    | Semana    | Semana    | Semana        | Semana    |
| 1            | 2         | 3         | 4         | 5         | 6         | 7         | 8         | 9         | 10        | 11        | SF        | Final         |           |
| ------------ | --------- | --------- | --------- | --------- | --------- | --------- | --------- | --------- | --------- | --------- | --------- | ------------- | --------- |
| Yolanda      | Salvada   | Salvada   | Exenta    | Salvada   | Exenta    | Exenta    | Exenta    | Salvada   | Exenta    | Exenta    | Exenta    | Exenta        | Ganadora  |
| Flavia L.    | Exenta    | Exenta    | Salvada   | Exenta    | Riesgo    | Riesgo    | Salvada   | Exenta    | Salvada   | Exenta    | Riesgo    | Exenta        | Finalista |
| Damián       | Salvado   | Salvado   | Exento    | Salvado   | Exento    | Exento    | Inmune    | Riesgo    | Exento    | Exento    | Exento    | Semifinalista |           |
| Mauro        | Salvado   | Riesgo    | Exento    | Riesgo    | Inmune    | Exento    | Exento    | Salvado   | Exento    | Exento    | Exento    | Semifinalista |           |
| Lisa         | Salvada   | Inmune    | Exenta    | Salvada   | Exenta    | Exenta    | Exenta    | Salvada   | Exenta    | Riesgo    | Eliminada |               |           |
| Elbio        |           |           | Salvado   | Inmune    | Inmune    | Inmune    | Salvado   | Exento    | Inmune    | Eliminado |           |               |           |
| Maximiliano  | Exento    | Inmune    | Salvado   | Exento    | Salvado   | Salvado   | Riesgo    | Exento    | Eliminado |           |           |               |           |
| Gerónimo     | Inmune    | Exento    | Riesgo    | Exento    | Salvado   | Salvado   | Salvado   | Inmune    | Eliminado |           |           |               |           |
| Belén        | Salvada   | Salvada   | Exenta    | Salvada   | Exenta    | Exenta    | Exenta    | Eliminada |           |           |           |               |           |
| Diego        | Exento    | Exento    | Salvado   | Exento    | Salvado   | Salvado   | Eliminado |           |           |           |           |               |           |
| Ana          | Exenta    | Exenta    | Salvada   | Exenta    | Salvada   | Eliminada |           |           |           |           |           |               |           |
| M. Guadalupe | Exenta    | Exenta    | Inmune    | Exenta    | Eliminada |           |           |           |           |           |           |               |           |
| Javier       | Salvado   | Salvado   | Exento    | Eliminado |           |           |           |           |           |           |           |               |           |
| Juan Manuel  | Exento    | Exento    | Eliminado |           |           |           |           |           |           |           |           |               |           |
| Flavia G.    | Riesgo    | Eliminada |           |           |           |           |           |           |           |           |           |               |           |
| Eladio       | Exento    | Expulsado |           |           |           |           |           |           |           |           |           |               |           |
| Alicia       | Eliminada |           |           |           |           |           |           |           |           |           |           |               |           |

## 4° Temporada (2019)

### Participantes
| Participante              | Participante   | Edad                 | Profesión                 | Equipo             | Resultado | Días |
| ------------------------- | -------------- | -------------------- | ------------------------- | ------------------ | --------- | ---- |
|                           | Julián Tiberio | 40 años              | Ayudante de cocina        | Equipo Verde/Final | Ganador   | 89   |
| Jakub Sanko               | 29 años        | Bloguero             | Equipo Rojo/Final         | Finalista          |           | 89   |
| Ana Paula González Alzaga | 51 años        | Bailarina            | Equipo Rojo/Cuadrangular  | Semifinalista      | 86        |      |
| Gonzalo Corral            | 33 años        | Cantante             | Equipo Verde/Cuadrangular | Semifinalista      | 86        |      |
| Carolina Ramírez          | 39 años        | Actriz               | Equipo Rojo/Individual    | 12° Eliminada      | 78        |      |
| Florencia Escobar         | 23 años        | Ama de casa          | Equipo Rojo/Individual    | 11° Eliminada      | 68        |      |
| Andrés Arrosamena         | 38 años        | Barista              | Equipo Rojo/Individual    | 10° Eliminado      | 61        |      |
| Marcial Camiselli         | 64 años        | Jubilado             | Equipo Rojo/Individual    | 9° Eliminado       | 54        |      |
| Magali Nuñez              | 24 años        | Modelo               | Equipo Verde              | 7°/8° Eliminadas   | 47        |      |
| Elena Benítez             | 59 años        | Ama de casa          | Equipo Verde              | 7°/8° Eliminadas   | 47        |      |
| Vannina Filormo           | 24 años        | Desempleada          | Equipo Rojo               | 6° Eliminada       | 40        |      |
| Florencia González        | 37 años        | Secretaria           | Equipo Verde              | 5° Eliminada       | 33        |      |
| Gladis Torrado            | 61 años        | Jubilada             | Equipo Rojo               | 4° Eliminada       | 26        |      |
| Leonardo Blandizzi        | 44 años        | Diseñador gráfico    | Equipo Verde              | 3° Eliminado       | 19        |      |
| Romina Duarte             | 35 años        | Animadora infantil   | Equipo Verde              | 2° Eliminada       | 12        |      |
| Reinaldo Muñoz            | 53 años        | Profesor de folklore | Equipo Verde              | 1° Eliminado       | 5         |      |
| Ariel Chabto              | 23 años        | Emprendedor          | Equipo Verde              | 1° Abandono        | 4         |      |

### Estadísticas
|              | Semana    | Semana    | Semana    | Semana    | Semana    | Semana    | Semana    | Semana    | Semana    | Semana    | Semana    | Semana        | Semana    |
| 1            | 2         | 3         | 4         | 5         | 6         | 7         | 8         | 9         | 10        | 11        | SF        | Final         |           |
| ------------ | --------- | --------- | --------- | --------- | --------- | --------- | --------- | --------- | --------- | --------- | --------- | ------------- | --------- |
| Julián       | Salvado   | Inmune    | Salvado   | Exento    | Salvado   | Inmune    | Inmune    | Exento    | Exento    | Exento    | Exento    | Exento        | Ganador   |
| Jakub        | Exento    | Inmune    | Exento    | Salvado   | Exento    | Salvado   | Exento    | Exento    | Exento    | Riesgo    | Exento    | Exento        | Finalista |
| Ana Paula    | Exenta    | Exenta    | Exenta    | Salvada   | Exenta    | Salvada   | Exenta    | Exenta    | Exenta    | Riesgo    | Exenta    | Semifinalista |           |
| Gonzalo      | Salvado   | Salvado   | Salvado   | Exento    | Riesgo    | Exento    | Salvado   | Riesgo    | Exento    | Exento    | Riesgo    | Semifinalista |           |
| Carolina     | Exenta    | Exenta    | Exenta    | Salvada   | Exenta    | Salvada   | Exenta    | Exenta    | Exenta    | Exenta    | Eliminada |               |           |
| Florencia E. | Exenta    | Exenta    | Inmune    | Salvada   | Exenta    | Salvada   | Exenta    | Exenta    | Riesgo    | Eliminada |           |               |           |
| Andrés       | Exento    | Exento    | Exento    | Salvado   | Exento    | Salvado   | Exento    | Exento    | Eliminado |           |           |               |           |
| Marcial      | Exento    | Exento    | Exento    | Inmune    | Exento    | Riesgo    | Exento    | Eliminado |           |           |           |               |           |
| Magalí       | Riesgo    | Salvada   | Salvada   | Exenta    | Salvada   | Exenta    | Eliminada |           |           |           |           |               |           |
| Elena        | Inmune    | Salvada   | Salvada   | Exenta    | Salvada   | Exenta    | Eliminada |           |           |           |           |               |           |
| Vannina      | Inmune    | Exenta    | Exenta    | Riesgo    | Exenta    | Eliminada |           |           |           |           |           |               |           |
| Florencia G. | Salvada   | Riesgo    | Riesgo    | Exenta    | Eliminada |           |           |           |           |           |           |               |           |
| Gladis       | Exenta    | Exenta    | Exenta    | Eliminada |           |           |           |           |           |           |           |               |           |
| Leonardo     |           | Salvado   | Eliminado |           |           |           |           |           |           |           |           |               |           |
| Romina       | Salvada   | Eliminada |           |           |           |           |           |           |           |           |           |               |           |
| Reinaldo     | Eliminado |           |           |           |           |           |           |           |           |           |           |               |           |
| Ariel        | Abandona  |           |           |           |           |           |           |           |           |           |           |               |           |

## 5° Temporada (2019)

### Participantes
| Participante         | Participante      | Edad                    | Profesión                 | Equipo            | Resultado | Días |
| -------------------- | ----------------- | ----------------------- | ------------------------- | ----------------- | --------- | ---- |
|                      | Santiago Albornoz | 34 años                 | Empleado administrativo   | Equipo Rojo/Final | Ganador   | 92   |
| Daniela Martucci     | 30 años           | Cocinera                | Equipo Rojo/Final         | Finalista         |           | 92   |
| Ian D´Angelo         | 20 años           | Estudiante              | Equipo Verde/Cuadrangular | Semifinalista     | 85        |      |
| Paolo Rossi          | 27 años           | Empleado                | Equipo Verde/Cuadrangular | Semifinalista     | 85        |      |
| Pablo Cejas          | 47 años           | Camarero                | Equipo Rojo/Individual    | 12° Eliminado     | 75        |      |
| María Belén Dajos    | 23 años           | Estudiante              | Equipo Rojo/Individual    | 11° Eliminada     | 68        |      |
| Juan Carlos Greco    | 69 años           | Jubilado                | Equipo Rojo/Individual    | 10° Eliminado     | 61        |      |
| Rocío Zacarias       | 28 años           | Baterista               | Equipo Verde              | 8°/9° Eliminadas  | 54        |      |
| Florencia Cantor     | 33 años           | Pastelera               | Equipo Verde              | 8°/9° Eliminadas  | 54        |      |
| Valentín Crucianelli | 22 años           | Modelo                  | Equipo Rojo               | 7° Eliminado      | 47        |      |
| Juan Cruz Gutiérrez  | 46 años           | Amo de casa             | Equipo Verde              | 6° Eliminado      | 40        |      |
| Fabián Di Donato     | 50 años           | Empleado administrativo | Equipo Verde              | 5° Eliminado      | 33        |      |
| Ornella Carolo       | 24 años           | Estudiante              | Equipo Rojo               | 4° Eliminada      | 26        |      |
| Adriana Parisi       | 53 años           | Ama de casa             | Equipo Rojo               | 1° Abandono       | 26        |      |
| Cristina Bernasconi  | 65 años           | Jubilada                | Equipo Verde              | 3° Eliminada      | 19        |      |
| Alicia Bubillo       | 46 años           | Ama de casa y youtuber  | Equipo Rojo               | 2° Eliminada      | 12        |      |
| Florencia Nasta      | 53 años           | Abogada                 | Equipo Verde              | 1° Eliminada      | 5         |      |

### Estadísticas
|              | Semana    | Semana    | Semana    | Semana    | Semana    | Semana    | Semana    | Semana    | Semana    | Semana    | Semana    | Semana        | Semana    |
| 1            | 2         | 3         | 4         | 5         | 6         | 7         | 8         | 9         | 10        | 11        | SF        | Final         |           |
| ------------ | --------- | --------- | --------- | --------- | --------- | --------- | --------- | --------- | --------- | --------- | --------- | ------------- | --------- |
| Santiago     | Exento    | Salvado   | Exento    | Salvado   | Exento    | Exento    | Inmune    | Exento    | Exento    | Exento    | Exento    | Exento        | Ganador   |
| Dana         | Exenta    | Salvada   | Inmune    | Inmune    | Exenta    | Exenta    | Salvada   | Exenta    | Exenta    | Exenta    | Exenta    | Exenta        | Finalista |
| Ian          | Inmune    | Exento    | Riesgo    | Exento    | Inmune    | Salvado   | Inmune    | Inmune    | Exento    | Exento    | Exento    | Semifinalista |           |
| Paolo        | Riesgo    | Exento    | Riesgo    | Exento    | Salvado   | Riesgo    | Exento    | Salvado   | Exento    | Exento    | Riesgo    | Semifinalista |           |
| Pablo        | Exento    | Salvado   | Exento    | Salvado   | Exento    | Inmune    | Salvado   | Exento    | Exento    | Riesgo    | Eliminado |               |           |
| María Belén  |           |           |           |           | Exenta    | Exenta    | Riesgo    | Exenta    | Riesgo    | Eliminada |           |               |           |
| Juan Carlos  | Exento    | Salvado   | Exento    | Salvado   | Exento    | Exento    | Salvado   | Exento    | Eliminado |           |           |               |           |
| Rocío        | Salvada   | Inmune    | Salvada   | Exenta    | Salvada   | Inmune    | Exenta    | Eliminada |           |           |           |               |           |
| Florencia C. | Salvada   | Exenta    | Salvada   | Exenta    | Riesgo    | Salvada   | Exenta    | Eliminada |           |           |           |               |           |
| Valentín     | Exento    | Salvado   | Exento    | Riesgo    | Exento    | Exento    | Eliminado |           |           |           |           |               |           |
| Juan Cruz    | Salvado   | Exento    | Salvado   | Exento    | Salvado   | Eliminado |           |           |           |           |           |               |           |
| Fabián       | Salvado   | Exento    | Salvado   | Inmune    | Eliminado |           |           |           |           |           |           |               |           |
| Ornella      | Exenta    | Riesgo    | Exenta    | Eliminada |           |           |           |           |           |           |           |               |           |
| Adriana      | Exenta    | Salvada   | Exenta    | Abandona  |           |           |           |           |           |           |           |               |           |
| Cristina     | Salvada   | Exenta    | Eliminada |           |           |           |           |           |           |           |           |               |           |
| Alicia       | Exenta    | Eliminada |           |           |           |           |           |           |           |           |           |               |           |
| Florencia N. | Eliminada |           |           |           |           |           |           |           |           |           |           |               |           |

## 6° Temporada (2019-2020)

### Participantes
| Participante          | Participante   | Edad                      | Profesión                 | Equipo            | Resultado | Días |
| --------------------- | -------------- | ------------------------- | ------------------------- | ----------------- | --------- | ---- |
|                       | Natasha Salman | 30 años                   | Empleada de comercio      | Equipo Rojo/Final | Ganadora  | 88   |
| Gustavo Diana         | 42 años        | Dueño de una rotiseria    | Equipo Verde/Final        | Finalista         |           | 88   |
| Matias Mitolo         | 36 años        | Tatuador                  | Equipo Verde/Cuadrangular | Semifinalista     | 84        |      |
| Chiara Caversaschi    | 23 años        | Licenciada en gastronomía | Equipo Verde/Cuadrangular | Semifinalista     | 84        |      |
| Claudia Alvarenga     | 28 años        | Empleada doméstica        | Equipo Verde/Individual   | 12° Eliminada     | 74        |      |
| Cecilia Angelo        | 38 años        | Abogada                   | Equipo Verde/Individual   | 11° Eliminada     | 67        |      |
| Ileana Stolovitsky    | 41 años        | Empleada administrativa   | Equipo Verde/Individual   | 10° Eliminada     | 60        |      |
| Alejandro Brizuela    | 42 años        | Empleado                  | Equipo Rojo/Individual    | 9° Eliminado      | 53        |      |
| Sabrina Torchio       | 41 años        | Ama de casa               | Equipo Rojo               | 7°/8° Eliminados  | 46        |      |
| Pedro Cosentino       | 28 años        | Dueño de un almacén       | Equipo Rojo               | 7°/8° Eliminados  | 46        |      |
| Hernan Ribaudo        | 25 años        | Empleado de comercio      | Equipo Verde              | 6° Eliminado      | 39        |      |
| Daniel Bustamante     | 53 años        | Emprendedor               | Equipo Rojo               | 5° Eliminado      | 32        |      |
| Manuel Lazcano        | 25 años        | Estudiante                | Equipo Rojo               | 4° Eliminado      | 25        |      |
| Isabel Greco          | 65 años        | Jubilada                  | Equipo Rojo               | 3° Eliminada      | 18        |      |
| Guillermo Van Wulffen | 59 años        | Martillero público        | Equipo Verde              | 2° Eliminado      | 11        |      |
| Flavia Martínez       | 48 años        | Maquilladora              | Equipo Rojo               | 1° Eliminada      | 4         |      |

### Estadísticas
|           | Semana    | Semana    | Semana    | Semana    | Semana    | Semana    | Semana    | Semana    | Semana    | Semana    | Semana    | Semana        | Semana    |
| 1         | 2         | 3         | 4         | 5         | 6         | 7         | 8         | 9         | 10        | 11        | SF        | Final         |           |
| --------- | --------- | --------- | --------- | --------- | --------- | --------- | --------- | --------- | --------- | --------- | --------- | ------------- | --------- |
| Natasha   | Salvada   | Exenta    | Inmune    | Salvada   | Salvada   | Inmune    | Inmune    | Exenta    | Riesgo    | Exenta    | Riesgo    | Exenta        | Ganadora  |
| Gustavo   | Exento    | Salvado   | Inmune    | Exento    | Exento    | Riesgo    | Exento    | Exento    | Exento    | Exento    | Exento    | Exento        | Finalista |
| Matías    | Exento    | Riesgo    | Exento    | Exento    | Exento    | Salvado   | Exento    | Exento    | Exento    | Exento    | Exento    | Semifinalista |           |
| Chiara    | Inmune    | Salvada   | Exenta    | Exenta    | Exenta    | Riesgo    | Exenta    | Exenta    | Exenta    | Exenta    | Exenta    | Semifinalista |           |
| Claudia   | Exenta    | Salvada   | Exenta    | Exenta    | Inmune    | Salvada   | Exenta    | Exenta    | Exenta    | Riesgo    | Eliminada |               |           |
| Cecilia   | Exenta    | Salvada   | Exenta    | Exenta    | Exenta    | Salvada   | Exenta    | Exenta    | Exenta    | Eliminada |           |               |           |
| Ileana    | Exenta    | Salvada   | Exenta    | Inmune    | Exenta    | Salvada   | Exenta    | Riesgo    | Eliminada |           |           |               |           |
| Alejandro | Salvado   | Exento    | Salvado   | Salvado   | Riesgo    | Exento    | Salvado   | Eliminado |           |           |           |               |           |
| Sabrina   | Salvada   | Exenta    | Salvada   | Riesgo    | Salvada   | Exenta    | Eliminada |           |           |           |           |               |           |
| Pedro     | Riesgo    | Inmune    | Salvado   | Salvado   | Inmune    | Exento    | Eliminado |           |           |           |           |               |           |
| Hernán    | Exento    | Salvado   | Exento    | Exento    | Exento    | Eliminado |           |           |           |           |           |               |           |
| Daniel    | Salvado   | Exento    | Salvado   | Salvado   | Eliminado |           |           |           |           |           |           |               |           |
| Manuel    | Salvado   | Exento    | Riesgo    | Eliminado |           |           |           |           |           |           |           |               |           |
| Isabel    | Salvada   | Exenta    | Eliminada |           |           |           |           |           |           |           |           |               |           |
| Guillermo | Exento    | Eliminado |           |           |           |           |           |           |           |           |           |               |           |
| Flavia    | Eliminada |           |           |           |           |           |           |           |           |           |           |               |           |

## 7° Temporada (2020)
La séptima temporada de El gran premio de la cocina comenzó el 16 de marzo de 2020, con los 16 nuevos aspirantes al gran premio. En esta temporada, debido a la pandemia mundial que se atravesaba en el momento del concurso, Mauricio Asta se incorporó al programa como jurado titular junto a Felicitas Pizarro y Christian Petersen, dejando así la visita diaria de famosos al programa.

### Participantes
| Participante            | Participante | Edad                    | Profesión                 | Equipo            | Resultado | Días |
| ----------------------- | ------------ | ----------------------- | ------------------------- | ----------------- | --------- | ---- |
|                         | Matías López | 37 años                 | Empleado                  | Equipo Rojo/Final | Ganador   | 89   |
| Alfredo González Uboldi | 39 años      | Diseñador Gráfico       | Equipo Verde/Final        | Finalista         |           | 89   |
| Érica Osuna             | 37 años      | Ama de casa             | Equipo Verde/Cuadrangular | Semifinalista     | 85        |      |
| Luis Santa Cruz         | 55 años      | Arquitecto              | Equipo Verde/Cuadrangular | Semifinalista     | 85        |      |
| Belén Niz               | 39 años      | Pastelera               | Equipo Verde/Individual   | 11° Eliminada     | 75        |      |
| Lucía Plana             | 24 años      | Boxeadora               | Equipo Verde/Individual   | 10° Eliminada     | 68        |      |
| Pedro Palazzolo Crocci  | 20 años      | Entrenador de pilates   | Equipo Verde/Individual   | 9° Eliminado      | 61        |      |
| Damián Hojman           | 35 años      | Cocinero                | Equipo Verde/Individual   | 8° Eliminado      | 54        |      |
| Nahuel Burattini        | 26 años      | Rapero                  | Equipo Rojo/Individual    | 7° Eliminado      | 47        |      |
| Alessia Maccioni        | 24 años      | Community mánager       | Equipo Rojo               | 5°/6° Eliminados  | 40        |      |
| Jonatan Díaz            | 41 años      | Exjugador de fútbol     | Equipo Rojo               | 5°/6° Eliminados  | 40        |      |
| Juliana Dommel          | 43 años      | Productora de seguros   | Equipo Verde              | 4° Eliminada      | 33        |      |
| Matías Arce             | 21 años      | Empleado                | Equipo Rojo               | 3° Eliminado      | 26        |      |
| Yasmín Bonetti          | 22 años      | Emprendedora            | Equipo Rojo               | 2° Eliminada      | 19        |      |
| Marina Candela          | 56 años      | Dueña de una juguetería | Equipo Rojo               | 2° Abandono       | 18        |      |
| Verónica Roncal Leiva   | 46 años      | Ama de Casa             | Equipo Rojo               | 1° Eliminada      | 5         |      |
| Claudio Pera            | 66 años      | Abogado                 | Equipo Verde              | 1° Abandono       | 3         |      |

### Estadísticas
|           | Semana    | Semana  | Semana    | Semana    | Semana    | Semana    | Semana    | Semana    | Semana    | Semana    | Semana    | Semana        | Semana    |
| 1         | 2         | 3       | 4         | 5         | 6         | 7         | 8         | 9         | 10        | 11        | SF        | Final         |           |
| --------- | --------- | ------- | --------- | --------- | --------- | --------- | --------- | --------- | --------- | --------- | --------- | ------------- | --------- |
| Matías L. | Salvado   | Salvado | Salvado   | Salvado   | Exento    | Riesgo    | Exento    | Exento    | Exento    | Exento    | Exento    | Exento        | Ganador   |
| Alfredo   | Exento    | Exento  | Exento    | Exento    | Salvado   | Exento    | Exento    | Exento    | Exento    | Exento    | Exento    | Exento        | Finalista |
| Erica     | Exenta    | Exenta  | Exenta    | Exenta    | Inmune    | Exenta    | Exenta    | Exenta    | Exenta    | Exenta    | Exenta    | Semifinalista |           |
| Luis      | Exento    | Exento  | Exento    | Exento    | Salvado   | Exento    | Riesgo    | Riesgo    | Exento    | Riesgo    | Riesgo    | Semifinalista |           |
| Belén     | Exenta    | Exenta  | Exenta    | Exenta    | Salvada   | Exenta    | Exenta    | Exenta    | Exenta    | Exenta    | Eliminada |               |           |
| Lucía     | Inmune    | Exenta  | Exenta    | Exenta    | Salvada   | Exenta    | Exenta    | Exenta    | Riesgo    | Eliminada |           |               |           |
| Pedro     | Exento    | Exento  | Exento    | Exento    | Salvado   | Exento    | Exento    | Riesgo    | Eliminado |           |           |               |           |
| Damian    | Exento    | Exento  | Exento    | Exento    | Riesgo    | Exento    | Exento    | Eliminado |           |           |           |               |           |
| Nahuel    | Salvado   | Salvado | Salvado   | Inmune    | Inmune    | Inmune    | Eliminado |           |           |           |           |               |           |
| Alessia   | Salvada   | Salvada | Inmune    | Salvada   | Exenta    | Eliminada |           |           |           |           |           |               |           |
| Jonatan   | Riesgo    | Salvado | Salvado   | Riesgo    | Exento    | Eliminado |           |           |           |           |           |               |           |
| Juliana   | Exenta    | Exenta  | Exenta    | Exenta    | Eliminada |           |           |           |           |           |           |               |           |
| Matías A. | Salvado   | Salvado | Riesgo    | Eliminado |           |           |           |           |           |           |           |               |           |
| Yasmín    | Salvada   | Salvada | Eliminada |           |           |           |           |           |           |           |           |               |           |
| Marina    | Salvada   | Salvada | Abandona  |           |           |           |           |           |           |           |           |               |           |
| Verónica  | Eliminada |         |           |           |           |           |           |           |           |           |           |               |           |
| Claudio   | Abandona  |         |           |           |           |           |           |           |           |           |           |               |           |

## 8° Temporada (2020) - La Revancha
La octava temporada de El gran premio de la cocina comenzó el 15 de junio de 2020, pero esta vez, por primera vez, los 16 aspirantes al gran premio fueron exparticipantes de anteriores temporadas. En esta temporada el jurado titular volvió a ser integrado por Mauricio Asta, Felicitas Pizarro y Christian Petersen.

### Participantes
| Participante              | Participante  | Edad                      | Profesión                | Equipo            | Resultado     | Antecedente   | Días |
| ------------------------- | ------------- | ------------------------- | ------------------------ | ----------------- | ------------- | ------------- | ---- |
|                           | Matías Mitolo | 36 años                   | Tatuador                 | Equipo Rojo/Final | Ganador       | Semifinalista | 89   |
| Daniela Martucci          | 31 años       | Cocinera                  | Equipo Verde/Final       | Finalista         | Finalista     |               | 89   |
| Jakub Sanko               | 30 años       | Bloguero                  | Equipo Rojo/Cuadrangular | Semifinalista     | Finalista     | 85            |      |
| Damián Di Croce           | 38 años       | Pastelero                 | Equipo Rojo/Cuadrangular | Semifinalista     | Semifinalista | 85            |      |
| Maia Grisoski             | 36 años       | Vendedora                 | Equipo Rojo/Individual   | 11°/12° Eliminada | 11° Eliminada | 75            |      |
| Emmanuel Escobar          | 23 años       | Parrillero                | Equipo Verde/Individual  | 1° Abandono       | Semifinalista | 73            |      |
| Mauro Lacagnina           | 35 años       | Embutidor                 | Equipo Verde             | 9°/10° Eliminados | Semifinalista | 61            |      |
| Daniela Fernández         | 32 años       | Empleada pública          | Equipo Verde             | 9°/10° Eliminados | 8° Eliminada  | 61            |      |
| Chiara Caversaschi        | 23 años       | Licenciada en gastronomía | Equipo Verde             | 8° Eliminada      | Semifinalista | 54            |      |
| Ana Paula González Álzaga | 52 años       | Bailarina                 | Equipo Rojo              | 7° Eliminada      | Semifinalista | 47            |      |
| Ian D´Angelo              | 21 años       | Estudiante                | Equipo Verde             | 6° Eliminado      | Semifinalista | 43            |      |
| Ana Stanko                | 49 años       | Masajista                 | Equipo Rojo              | 5° Eliminada      | 6° Eliminada  | 33            |      |
| Dafne Frione              | 19 años       | Estudiante                | Equipo Verde             | 4° Eliminada      | Semifinalista | 26            |      |
| Pablo Cejas               | 48 años       | Camarero                  | Equipo Rojo              | 3° Eliminado      | 12° Eliminado | 19            |      |
| Magali Nuñez              | 24 años       | Modelo                    | Equipo Rojo              | 2° Eliminada      | 8° Eliminada  | 12            |      |
| Valentino Ayello          | 20 años       | Modelo                    | Equipo Verde             | 1° Eliminado      | 12° Eliminado | 5             |      |

### Estadísticas
|           | Semana    | Semana    | Semana    | Semana    | Semana    | Semana    | Semana    | Semana    | Semana    | Semana    | Semana    | Semana        | Semana    |
| 1         | 2         | 3         | 4         | 5         | 6         | 7         | 8         | 9         | 10        | 11        | SF        | Final         |           |
| --------- | --------- | --------- | --------- | --------- | --------- | --------- | --------- | --------- | --------- | --------- | --------- | ------------- | --------- |
| Matías    | Exento    | Salvado   | Salvado   | Exento    | Inmune    | Inmune    | Salvado   | Exento    | Exento    | Exento    | Exento    | Exento        | Ganador   |
| Dana      | Salvada   | Exenta    | Inmune    | Salvada   | Exenta    | Salvada   | Exenta    | Salvada   | Riesgo    | Exenta    | Exenta    | Exenta        | Finalista |
| Jakub     | Exento    | Inmune    | Riesgo    | Exento    | Salvado   | Exento    | Riesgo    | Exento    | Exento    | Exento    | Exento    | Semifinalista |           |
| Damián    | Exento    | Salvado   | Salvado   | Inmune    | Salvado   | Exento    | Salvado   | Inmune    | Exento    | Exento    | Riesgo    | Semifinalista |           |
| Maia      | Exenta    | Salvada   | Salvada   | Exenta    | Salvada   | Exenta    | Inmune    | Exenta    | Exenta    | Eliminada | Eliminada |               |           |
| Emmanuel  | Inmune    | Exento    | Exento    | Salvado   | Exento    | Salvado   | Exento    | Salvado   | Inmune    | Riesgo    | Abandona  |               |           |
| Mauro     | Salvado   | Inmune    | Exento    | Salvado   | Exento    | Salvado   | Exento    | Inmune    | Eliminado |           |           |               |           |
| Daniela   | Riesgo    | Exenta    | Exenta    | Inmune    | Exenta    | Riesgo    | Exenta    | Riesgo    | Eliminada |           |           |               |           |
| Chiara    | Salvada   | Exenta    | Exenta    | Salvada   | Exenta    | Salvada   | Exenta    | Eliminada |           |           |           |               |           |
| Ana Paula | Exenta    | Riesgo    | Salvada   | Exenta    | Riesgo    | Exenta    | Eliminada |           |           |           |           |               |           |
| Ian       | Salvado   | Exento    | Exento    | Riesgo    | Inmune    | Eliminado |           |           |           |           |           |               |           |
| Ana       | Exenta    | Salvada   | Inmune    | Exenta    | Eliminada |           |           |           |           |           |           |               |           |
| Dafne     | Salvada   | Exenta    | Exenta    | Eliminada |           |           |           |           |           |           |           |               |           |
| Pablo     | Exento    | Salvado   | Eliminado |           |           |           |           |           |           |           |           |               |           |
| Magali    | Exenta    | Eliminada |           |           |           |           |           |           |           |           |           |               |           |
| Valentino | Eliminado |           |           |           |           |           |           |           |           |           |           |               |           |

## 9° Temporada (2020) - Los Campeones
El 10 de agosto del 2020, Mauricio Asta, jurado de El gran premio de la cocina confirmó que habrá novena temporada. comenzó el 14 de septiembre y contara con los campeones de las temporadas anteriores, con la excepción de Rodrigo Mattera que no pudo participar por temas laborales y en su lugar entra Gustavo Diana finalista de la sexta temporada.

### Participantes
| Participante    | Participante      | Edad                   | Profesión               | Equipo           | Resultado | Antecedente | Días |
| --------------- | ----------------- | ---------------------- | ----------------------- | ---------------- | --------- | ----------- | ---- |
|                 | Santiago Albornoz | 35 años                | Empleado administrativo | Individual/Final | Ganador   | Ganador     | 64   |
| Julián Tiberio  | 41 años           | Ayudante de cocina     | Individual/Final        | Finalista        | Ganador   |             | 64   |
| Matías Mitolo   | 36 años           | Tatuador               | Individual/Semifinal    | Semifinalista    | Ganador   | 61          |      |
| Matías López    | 37 años           | Empleado               | Individual/Cuadrangular | Semifinalista    | Ganador   | 57          |      |
| Gustavo Diana   | 42 años           | Dueño de una rotiseria | Individual/Cuadrangular | Semifinalista    | Finalista | 57          |      |
| Yolanda Coronel | 63 años           | Cocinera               | Individual              | 3° Eliminada     | Ganadora  | 40          |      |
| José González   | 38 años           | Tatuador               | Individual              | 2° Eliminado     | Ganador   | 26          |      |
| Natasha Salman  | 30 años           | Empleada de comercio   | Individual              | 1° Eliminada     | Ganadora  | 12          |      |

### Estadísticas
|           | Semana | Semana    | Semana | Semana    | Semana | Semana    | Semana | Semana        | Semana        | Semana    |
| 1         | 2      | 3         | 4      | 5         | 6      | 7         | SF     | SF 2          | Final         |           |
| --------- | ------ | --------- | ------ | --------- | ------ | --------- | ------ | ------------- | ------------- | --------- |
| Santiago  | Exento | Riesgo    | Inmune | Inmune    | Exento | Exento    | Exento | Exento        | Exento        | Ganador   |
| Julián    | Exento | Exento    | Exento | Exento    | Exento | Riesgo    | Exento | Exento        | Exento        | Finalista |
| Matías M. | Inmune | Inmune    | Exento | Exento    | Inmune | Inmune    | Inmune |               | Semifinalista |           |
| Matías L. | Riesgo | Exento    | Exento | Exento    | Exento | Exento    | Riesgo | Semifinalista |               |           |
| Gustavo   | Exento | Exento    | Riesgo | Exento    | Riesgo | Exento    | Exento | Semifinalista |               |           |
| Yolanda   | Exenta | Exenta    | Exenta | Riesgo    | Exenta | Eliminada |        |               |               |           |
| José      | Exento | Exento    | Exento | Eliminado |        |           |        |               |               |           |
| Natasha   | Exenta | Eliminada |        |           |        |           |        |               |               |           |

## 10° Temporada (2020-2021)
La décima temporada comenzó el 17 de noviembre de 2020 con 16 nuevos aspirantes al gran premio. Debido a que los conductores del programa Carina Zampini y Juan Marconi sumada la jurada Felicitas Pizarro dieran positivo de coronavirus, los reemplazantes serían Andrea Politti en la conducción y Jimena Monteverde en el jurado solo por unos días hasta que tengan dicho alta.

### Participantes
| Participante           | Participante    | Edad                         | Profesión                | Equipo            | Resultado | Días |
| ---------------------- | --------------- | ---------------------------- | ------------------------ | ----------------- | --------- | ---- |
|                        | Julián Bermúdez | 26 años                      | Asesor gastronómico      | Equipo Rojo/Final | Ganador   | 91   |
| Nicolás Canzani        | 32 años         | Diseñador gráfico/Influencer | Equipo Rojo/Final        | Finalista         |           | 91   |
| Martín Domínguez       | 40 años         | Abogado                      | Equipo Verde/Semifinal   | Semifinalista     | 88        |      |
| Laura Guidi            | 40 años         | Emprendedora                 | Equipo Rojo/Cuadrangular | Semifinalista     | 84        |      |
| Agustina Liporace      | 19 años         | Estudiante                   | Equipo Rojo/Individual   | 12° Eliminada     | 74        |      |
| Erica Faler            | 38 años         | Motoquera                    | Equipo Verde/Individual  | 11° Eliminada     | 67        |      |
| Felipe Cuneo Libarona  | 28 años         | Cocinero                     | Equipo Verde             | 9°/10° Eliminados | 60        |      |
| Pilar Riddick          | 23 años         | Pastelera                    | Equipo Verde             | 9°/10° Eliminados | 60        |      |
| Jonathan Salguero      | 30 años         | Emprendedor gastronómico     | Equipo Rojo              | 8° Eliminado      | 53        |      |
| Marcela Alio           | 55 años         | Gastrónomica                 | Equipo Rojo              | 7° Eliminada      | 49        |      |
| Evangelina Sangregorio | 50 años         | Chef                         | Equipo Verde             | 6° Eliminada      | 42        |      |
| Jorgelina Nihany       | 32 años         | Cocinera                     | Equipo Verde             | 5° Eliminada      | 32        |      |
| Andrés Simón           | 21 años         | Mago                         | Equipo Verde             | 4° Eliminado      | 25        |      |
| Carlos Escobar         | 55 años         | Repartidor                   | Equipo Verde             | 3° Eliminado      | 18        |      |
| José Luis Morales      | 53 años         | Ingeniero industrial         | Equipo Rojo              | 2° Eliminado      | 11        |      |
| Fátima Ovelar          | 31 años         | Cocinera                     | Equipo Rojo              | 1° Eliminada      | 4         |      |

### Estadísticas
|            | Semana    | Semana    | Semana    | Semana    | Semana    | Semana    | Semana    | Semana    | Semana    | Semana    | Semana    | Semana        | Semana        | Semana    |
| 1          | 2         | 3         | 4         | 5         | 6         | 7         | 8         | 9         | 10        | 11        | SF        | SF 2          | Final         |           |
| ---------- | --------- | --------- | --------- | --------- | --------- | --------- | --------- | --------- | --------- | --------- | --------- | ------------- | ------------- | --------- |
| Julián     | Salvado   | Salvado   | Inmune    | Exento    | Inmune    | Exento    | Salvado   | Salvado   | Exento    | Riesgo    | Exento    | Exento        | Exento        | Ganador   |
| Nicolás    | Salvado   | Salvado   | Exento    | Exento    | Exento    | Exento    | Salvado   | Salvado   | Exento    | Exento    | Exento    | Exento        | Exento        | Finalista |
| Martín     | Exento    | Exento    | Salvado   | Salvado   | Salvado   | Salvado   | Exento    | Exento    | Riesgo    | Exento    | Riesgo    | Exento        | Semifinalista |           |
| Laura      | Salvada   | Riesgo    | Exenta    | Exenta    | Exenta    | Exenta    | Salvada   | Inmune    | Exenta    | Exenta    | Exenta    | Semifinalista |               |           |
| Agustina   | Salvada   | Inmune    | Exenta    | Exenta    | Exenta    | Inmune    | Salvada   | Riesgo    | Exenta    | Exenta    | Eliminada |               |               |           |
| Erica      | Exenta    | Exenta    | Inmune    | Salvada   | Salvada   | Salvada   | Inmune    | Inmune    | Inmune    | Eliminada |           |               |               |           |
| Felipe     | Exento    | Inmune    | Salvado   | Salvado   | Salvado   | Riesgo    | Exento    | Exento    | Eliminado |           |           |               |               |           |
| Pilar      | Exenta    | Exenta    | Salvada   | Salvada   | Salvada   | Salvada   | Exenta    | Exenta    | Eliminada |           |           |               |               |           |
| Jonathan   | Salvado   | Salvado   | Exento    | Exento    | Exento    | Exento    | Riesgo    | Eliminado |           |           |           |               |               |           |
| Marcela    | Salvada   | Salvada   | Exenta    | Exenta    | Exenta    | Exenta    | Eliminada |           |           |           |           |               |               |           |
| Evangelina | Exenta    | Exenta    | Riesgo    | Inmune    | Riesgo    | Eliminada |           |           |           |           |           |               |               |           |
| Jorgelina  | Exenta    | Exenta    | Salvada   | Riesgo    | Eliminada |           |           |           |           |           |           |               |               |           |
| Andrés     | Exento    | Exento    | Salvado   | Eliminado |           |           |           |           |           |           |           |               |               |           |
| Carlos     | Exento    | Exento    | Eliminado |           |           |           |           |           |           |           |           |               |               |           |
| José Luis  | Riesgo    | Eliminado |           |           |           |           |           |           |           |           |           |               |               |           |
| Fátima     | Eliminada |           |           |           |           |           |           |           |           |           |           |               |               |           |

## 11° Temporada (2021)
La temporada comenzó el 16 de febrero de 2021 con 16 nuevos participantes al gran premio, que no contara con la coconducción de Juan Marconi que abandona el programa por motivos personales.

### Participantes
| Participante        | Participante     | Edad                          | Profesión                 | Equipo             | Resultado | Días |
| ------------------- | ---------------- | ----------------------------- | ------------------------- | ------------------ | --------- | ---- |
|                     | Nadia Fioravanti | 38 años                       | Cocinera                  | Equipo Verde/Final | Ganadora  | 91   |
| Facundo Vigliano    | 23 años          | Cocinero/Pastelero            | Equipo Rojo/Final         | Finalista          |           | 91   |
| Victoria Poggi      | 31 años          | Abogada                       | Equipo Rojo/Semifinal     | Semifinalista      | 88        |      |
| Sergio Ramírez      | 46 años          | Panadero/Pastelero            | Equipo Verde/Cuadrangular | Semifinalista      | 84        |      |
| Micaela Nocquet     | 18 años          | Empleada                      | Equipo Verde/Individual   | 12° Eliminada      | 74        |      |
| Denisse Szkarlatiuk | 23 años          | Estudiante                    | Equipo Verde/Individual   | 11° Eliminada      | 67        |      |
| Martín Irigoin      | 39 años          | Gastronómico                  | Equipo Rojo               | 9°/10° Eliminados  | 60        |      |
| Julián Saavedra     | 43 años          | Abogado                       | Equipo Rojo               | 9°/10° Eliminados  | 60        |      |
| Marcelo Almeida     | 32 años          | Pastelero autodidacta         | Equipo Verde              | 8° Eliminado       | 16        |      |
| Carolina Infantino  | 20 años          | Estudiante                    | Equipo Rojo               | 7° Eliminada       | 46        |      |
| Cristian Del Valle  | 44 años          | Cocinero                      | Equipo Rojo               | 6° Eliminado       | 39        |      |
| Benjamín Visser     | 38 años          | Relacionista público          | Equipo Verde              | 1° Abandono        | 37        |      |
| Julián Franco       | 27 años          | Docente                       | Equipo Verde              | 5° Eliminado       | 32        |      |
| Guido Quiñonez      | 24 años          | Futbolista/Ayudante de cocina | Equipo Verde              | 4° Eliminado       | 25        |      |
| Laura Fernández     | 52 años          | Broker inmobiliario           | Equipo Rojo               | 3° Eliminada       | 18        |      |
| Silvana Galván      | 37 años          | Cocinera                      | Equipo Rojo               | 2° Eliminada       | 11        |      |
| Lidia Asernitzky    | 55 años          | Terapeuta complementaria      | Equipo Verde              | 1° Eliminada       | 4         |      |

### Estadísticas
|           | Semana    | Semana    | Semana    | Semana    | Semana    | Semana    | Semana    | Semana    | Semana    | Semana    | Semana    | Semana        | Semana        | Semana    |
| 1         | 2         | 3         | 4         | 5         | 6         | 7         | 8         | 9         | 10        | 11        | SF        | SF 2          | Final         |           |
| --------- | --------- | --------- | --------- | --------- | --------- | --------- | --------- | --------- | --------- | --------- | --------- | ------------- | ------------- | --------- |
| Nadia     | Salvada   | Exenta    | Exenta    | Salvada   | Salvada   | Exenta    | Exenta    | Salvada   | Exenta    | Riesgo    | Exenta    | Exenta        | Exenta        | Ganadora  |
| Facundo   | Exento    | Salvado   | Salvado   | Exento    | Exento    | Salvado   | Salvado   | Exento    | Salvado   | Exento    | Exento    | Exento        | Exento        | Finalista |
| Victoria  | Exenta    | Salvada   | Salvada   | Exenta    | Exenta    | Salvada   | Salvada   | Exenta    | Salvada   | Exenta    | Exenta    | Exenta        | Semifinalista |           |
| Sergio    | Salvado   | Exento    | Exento    | Salvado   | Salvado   | Exento    | Exento    | Riesgo    | Exento    | Exento    | Riesgo    | Semifinalista |               |           |
| Micaela   | Salvada   | Exenta    | Exenta    | Salvada   | Inmune    | Exenta    | Exenta    | Inmune    | Exenta    | Exenta    | Eliminada |               |               |           |
| Denisse   | Riesgo    | Exenta    | Exenta    | Salvada   | Riesgo    | Exenta    | Exenta    | Salvada   | Exenta    | Eliminada |           |               |               |           |
| Martín    | Exento    | Salvado   | Salvado   | Exento    | Exento    | Salvado   | Salvado   | Exento    | Eliminado |           |           |               |               |           |
| Julián S. | Exento    | Inmune    | Salvado   | Exento    | Exento    | Salvado   | Riesgo    | Exento    | Eliminado |           |           |               |               |           |
| Marcelo   |           |           |           |           |           | Exento    | Exento    | Eliminado |           |           |           |               |               |           |
| Carolina  | Exenta    | Salvada   | Riesgo    | Exenta    | Exenta    | Riesgo    | Eliminada |           |           |           |           |               |               |           |
| Cristian  | Exento    | Riesgo    | Salvado   | Exento    | Exento    | Eliminado |           |           |           |           |           |               |               |           |
| Benjamín  | Salvado   | Exento    | Exento    | Salvado   | Salvado   | Abandona  |           |           |           |           |           |               |               |           |
| Julián F. | Salvado   | Exento    | Exento    | Riesgo    | Eliminado |           |           |           |           |           |           |               |               |           |
| Guido     | Salvado   | Exento    | Exento    | Eliminado |           |           |           |           |           |           |           |               |               |           |
| Laura     | Exenta    | Salvada   | Eliminada |           |           |           |           |           |           |           |           |               |               |           |
| Silvana   | Exenta    | Eliminada |           |           |           |           |           |           |           |           |           |               |               |           |
| Lidia     | Eliminada |           |           |           |           |           |           |           |           |           |           |               |               |           |

## 12° Temporada (2021)
La temporada comenzó el 18 de mayo de 2021 con 16 nuevos participantes al gran premio, esta será la primera edición que contara con participantes famosos los cuales Ronnie Arias y Adabel Guerrero fueron los seleccionados.

### Participantes
| Participante          | Participante  | Edad                    | Profesión                | Equipo             | Resultado | Días |
| --------------------- | ------------- | ----------------------- | ------------------------ | ------------------ | --------- | ---- |
|                       | Daiana Medina | 32 años                 | Panadera/Pastelera       | Equipo Rojo/Final  | Ganadora  | 84   |
| Gonzalo Di Fonzo      | 33 años       | Cocinero                | Equipo Rojo/Final        | Finalista          |           | 84   |
| Josefina Di Stabile   | 19 años       | Estudiante              | Equipo Verde/Semifinal   | Semifinalista      | 81        |      |
| Adabel Guerrero       | 42 años       | Bailarina/Vedete/Actriz | Equipo Rojo/Cuadrangular | Semifinalista      | 77        |      |
| Facundo Ardito        | 22 años       | Cocinero/Modelo         | Equipo Rojo/Individual   | 11°/12° Eliminados | 67        |      |
| Ronnie Arias          | 59 años       | Comediante/Periodista   | Equipo Verde/Individual  | 11°/12° Eliminados | 67        |      |
| Aníbal González       | 48 años       | Cocinero                | Equipo Rojo/Individual   | 10° Eliminado      | 60        |      |
| Sara López Casanegra  | 47 años       | Emprendedora            | Equipo Verde             | 8°/9° Eliminados   | 53        |      |
| Juan Ignacio Grisolia | 38 años       | Ingeniero en sistemas   | Equipo Verde             | 8°/9° Eliminados   | 53        |      |
| Daniel Scenna         | 37 años       | Cocinero amateur        | Equipo Verde             | 7° Eliminado       | 46        |      |
| Juan Pablo Garbino    | 42 años       | Gastronómico            | Equipo Rojo              | 6° Eliminado       | 39        |      |
| Claudio Cocchiarale   | 56 años       | Cocinero                | Equipo Verde             | 1°/5° Eliminado    | 8         |      |
| Romina Polnoroff      | 45 años       | Influyente gastronómica | Equipo Verde             | 1° Abandono        | 28        |      |
| Dana Buttigliero      | 23 años       | Estudiante              | Equipo Verde             | 4° Eliminada       | 25        |      |
| Griselda Ocampo       | 28 años       | Estudiante              | Equipo Rojo              | 3° Eliminada       | 18        |      |
| Ana Cametti           | 32 años       | Actriz                  | Equipo Rojo              | 2° Eliminada       | 11        |      |

### Estadísticas
|          | Semana    | Semana    | Semana    | Semana    | Semana    | Semana    | Semana    | Semana    | Semana    | Semana    | Semana        | Semana        | Semana    |
| 1        | 2         | 3         | 4         | 5         | 6         | 7         | 8         | 9         | 10        | SF        | SF 2          | Final         |           |
| -------- | --------- | --------- | --------- | --------- | --------- | --------- | --------- | --------- | --------- | --------- | ------------- | ------------- | --------- |
| Daiana   | Exenta    | Salvada   | Salvada   | Exenta    | Exenta    | Salvada   | Exenta    | Exenta    | Exenta    | Exenta    | Exenta        | Exento        | Ganadora  |
| Gonzalo  | Exento    | Salvado   | Salvado   | Exento    | Exento    | Salvado   | Exento    | Exento    | Exento    | Exento    | Exento        | Exento        | Finalista |
| Josefina | Salvada   | Exenta    | Exenta    | Riesgo    | Salvada   | Exenta    | Salvada   | Riesgo    | Exenta    | Riesgo    | Exenta        | Semifinalista |           |
| Adabel   | Exenta    | Salvada   | Salvada   | Exenta    | Exenta    | Riesgo    | Exenta    | Exenta    | Exenta    | Exenta    | Semifinalista |               |           |
| Facundo  | Exento    | Salvado   | Salvado   | Exento    | Exento    | Salvado   | Exento    | Exento    | Exento    | Eliminado |               |               |           |
| Ronnie   | Salvado   | Exento    | Exento    | Salvado   | Salvado   | Exento    | Riesgo    | Riesgo    | Riesgo    | Eliminado |               |               |           |
| Aníbal   | Exento    | Salvado   | Salvado   | Exento    | Exento    | Salvado   | Exento    | Exento    | Eliminado |           |               |               |           |
| Sara     | Salvada   | Exenta    | Exenta    | Salvada   | Riesgo    | Exenta    | Salvada   | Eliminada |           |           |               |               |           |
| Juan I.  | Salvado   | Exento    | Exento    | Salvado   | Salvado   | Exento    | Salvado   | Eliminado |           |           |               |               |           |
| Daniel   | Salvado   | Exento    | Exento    | Salvado   | Salvado   | Exento    | Eliminado |           |           |           |               |               |           |
| Juan P.  | Exento    | Riesgo    | Riesgo    | Exento    | Exento    | Eliminado |           |           |           |           |               |               |           |
| Claudio  | Eliminado |           |           |           | Eliminado |           |           |           |           |           |               |               |           |
| Romina   | Riesgo    | Exenta    | Exenta    | Salvada   | Abandona  |           |           |           |           |           |               |               |           |
| Dana     | Salvada   | Exenta    | Exenta    | Eliminada |           |           |           |           |           |           |               |               |           |
| Griselda | Exenta    | Salvada   | Eliminada |           |           |           |           |           |           |           |               |               |           |
| Ana      | Exenta    | Eliminada |           |           |           |           |           |           |           |           |               |               |           |

## 13° Temporada (2021) - Los Campeones 2
La décima tercera temporada de El gran premio de la cocina comenzó el 10 de agosto de 2021, con 10 exparticipantes campeones y subcampeones de anteriores temporadas. En esta temporada el jurado titular volvió a ser integrado por Mauricio Asta, Felicitas Pizarro y Christian Petersen..

### Participantes
| Participante            | Participante     | Edad                    | Profesión               | Equipo             | Resultado | Antecedente | Días |
| ----------------------- | ---------------- | ----------------------- | ----------------------- | ------------------ | --------- | ----------- | ---- |
|                         | Facundo Vigliano | 23 años                 | Cocinero/Pastelero      | Equipo Verde/Final | Ganador   | Finalista   | 39   |
| Matías Mitolo           | 36 años          | Tatuador                | Equipo Rojo/Final       | Finalista          | Ganador   |             | 39   |
| Julián Tiberio          | 41 años          | Ayudante de cocina      | Equipo Rojo/Semifinal   | Semifinalista      | Ganador   | 38          |      |
| Nadia Fioravanti        | 38 años          | Cocinera                | Equipo Verde/Semifinal  | Semifinalista      | Ganadora  | 37          |      |
| Daiana Medina           | 32 años          | Panadera/Pastelera      | Equipo Verde/Individual | 6° Eliminada       | Ganadora  | 36          |      |
| José González           | 38 años          | Tatuador                | Equipo Rojo/Individual  | 5° Eliminado       | Ganador   | 35          |      |
| Matías López            | 37 años          | Empleado                | Equipo Rojo/Individual  | 4° Eliminado       | Ganador   | 32          |      |
| Alfredo González Uboldi | 40 años          | Diseñador Gráfico       | Equipo Verde/Individual | 3° Eliminado       | Finalista | 25          |      |
| Natasha Salman          | 30 años          | Empleada de comercio    | Equipo Rojo             | 2° Eliminada       | Ganadora  | 11          |      |
| Rodrigo Mattera         | 44 años          | Licenciado en Marketing | Equipo Verde            | 1° Eliminado       | Ganador   | 4           |      |

### Estadísticas
|           | Semana    | Semana    | Semana | Semana    | Semana    | Semana    | Semana    | Semana        | Semana        | Semana    |
| 1         | 2         | 3         | 4      | 5         | 6         | 6         | 6         | 6             | 6             |           |
| 1         | 2         | 3         | 4      | 5         | 6         | 7         | SF        | SF2           | final         |           |
| --------- | --------- | --------- | ------ | --------- | --------- | --------- | --------- | ------------- | ------------- | --------- |
| Facundo   | Salvado   | Exento    | Exento | Exento    | Exento    | Exento    | Exento    | Exento        | Exento        | Ganador   |
| Matías M. | Exento    | Riesgo    | Exento | Exento    | Exento    | Exento    | Exento    | Exento        | Exento        | Finalista |
| Julián    | Exento    | Salvado   | Exento | Exento    | Exento    | Exento    | Exento    | Exento        | Semifinalista |           |
| Nadia     | Salvada   | Exenta    | Exenta | Exenta    | Riesgo    | Exenta    | Exenta    | Semifinalista |               |           |
| Daiana    | Salvada   | Exenta    | Exenta | Exenta    | Exenta    | Exenta    | Eliminada |               |               |           |
| José      | Exento    | Salvado   | Exento | Riesgo    | Exento    | Eliminado |           |               |               |           |
| Matías L. | Exento    | Salvado   | Exento | Exento    | Eliminado |           |           |               |               |           |
| Alfredo   | Riesgo    | Exento    | Exento | Eliminado |           |           |           |               |               |           |
| Natasha   | Exenta    | Eliminada |        |           |           |           |           |               |               |           |
| Rodrigo   | Eliminado |           |        |           |           |           |           |               |               |           |

## 14° Temporada (2021) - Famosos
La decimocuarta temporada comenzó el 20 de septiembre de 2021, siendo la primera temporada con la totalidad de participantes famosos. En esta temporada el jurado titular volvió a ser integrado por Mauricio Asta, Felicitas Pizarro y Christian Petersen.

### Participantes
| Participante      | Participante  | Edad                             | Profesión                 | Equipo            | Resultado | Días |
| ----------------- | ------------- | -------------------------------- | ------------------------- | ----------------- | --------- | ---- |
|                   | Bautista Lena | 24 años                          | Actor                     | Equipo Rojo/Final | Ganador   | 33   |
| Geraldine Neumann | 37 años       | Modelo/Cantante                  | Equipo Rojo/Final         | Finalista         |           | 33   |
| Manuela Viale     | 30 años       | Actriz/Modelo/Presentadora de TV | Equipo Verde/Semifinal    | Semifinalista     | 32        |      |
| Teresa Calandra   | 68 años       | Conductora//Actriz/Diseñadora    | Equipo Verde/Cuadrangular | Semifinalista     | 29        |      |
| César Juricich    | 57 años       | Modisto                          | Equipo Rojo/Duplas        | 3°/4° Eliminados  | 19        |      |
| Santiago Griffo   | 29 años       | Cantante/Modelo                  | Equipo Verde/Duplas       | 3°/4° Eliminados  | 19        |      |
| Matías Santoianni | 47 años       | Actor                            | Equipo Verde              | 2° Eliminado      | 12        |      |
| Anabel Cherubito  | 47 años       | Actriz/Bailarina                 | Equipo Rojo               | 1° Eliminada      | 5         |      |

### Estadísticas
|           | Semana    | Semana    | Semana    | Semana        | Semana        | Semana    |
| 1         | 2         | 3         | SF        | SF 2          | Final         |           |
| --------- | --------- | --------- | --------- | ------------- | ------------- | --------- |
| Bautista  | Salvado   | Exento    | Exento    | Exento        | Exento        | Ganador   |
| Geraldine | Salvada   | Exenta    | Riesgo    | Exenta        | Exenta        | Finalista |
| Manuela   | Exenta    | Salvada   | Exenta    | Exenta        | Semifinalista |           |
| Teresa    | Exenta    | Salvada   | Riesgo    | Semifinalista |               |           |
| César     | Riesgo    | Exento    | Eliminado |               |               |           |
| Santiago  | Exento    | Riesgo    | Eliminado |               |               |           |
| Matías    | Exento    | Eliminado |           |               |               |           |
| Anabel    | Eliminada |           |           |               |               |           |

## 15° Temporada (2021) - Famosos 2
La décima quinta temporada de El gran premio de la cocina comenzó el 25 de octubre de 2021, siendo la segunda temporada con la totalidad de participantes famosos. En esta temporada el jurado titular volvió a ser integrado por Mauricio Asta, Felicitas Pizarro y Christian Petersen.

### Participantes
| Participante       | Participante    | Edad                                            | Profesión                | Equipo                 | Resultado | Días |
| ------------------ | --------------- | ----------------------------------------------- | ------------------------ | ---------------------- | --------- | ---- |
|                    | Micaela Lapegüe | 26 años                                         | Actriz                   | Equipo Verde/Semifinal | Ganadora  | 41   |
| Lucas Spadafora    | 21 años         | Influencer/Actor/Cantante                       | Equipo Rojo/Semifinal    | Finalista              | 41        |      |
| Lissa Vera         | 39 años         | Cantante/Bailarina/Actriz/Conductora            | Equipo Verde/Semifinal   | Semifinalista          | 40        |      |
| Alberto César      | 70 años         | Actor/Humorista                                 | Equipo Rojo/Cuadrangular | Semifinalista          | 33        |      |
| Evelyn Scheidl     | 70 años         | Conductora                                      | Equipo Verde/Duplas      | 3°/4° Eliminados       | 19        |      |
| Guido Süller       | 60 años         | Actor/Arquitecto Mediático/Comisario de a bordo | Equipo Verde/Duplas      | 3°/4° Eliminados       | 19        |      |
| Alejandra Oliveras | 43 años         | Boxeadora                                       | Equipo Rojo              | 2° Eliminada           | 12        |      |
| Kate Rodríguez     | 29 años         | Bailarina                                       | Equipo Rojo              | 1° Eliminada           | 5         |      |

### Estadísticas
|           | Semana    | Semana    | Semana    | Semana  | Semana        | Semana        | Semana    |
| 1         | 2         | 3         | 4         | SF      | SF 2          | Final         |           |
| --------- | --------- | --------- | --------- | ------- | ------------- | ------------- | --------- |
| Micaela   | Exenta    | Exenta    | Riesgo    | Exenta  | Exenta        | Salvada       | Ganadora  |
| Lucas     | Salvado   | Salvado   | Exento    | Riesgo  | Exento        | Salvado       | Finalista |
| Lissa     | Exenta    | Exenta    | Riesgo    | Salvada |               | Semifinalista |           |
| Alberto   | Salvado   | Riesgo    | Exento    | Exento  | Semifinalista |               |           |
| Evelyn    | Exenta    | Exenta    | Eliminada |         |               |               |           |
| Guido     | Exento    | Exento    | Eliminado |         |               |               |           |
| Alejandra | Riesgo    | Eliminada |           |         |               |               |           |
| Kate      | Eliminada |           |           |         |               |               |           |

## 16° Temporada (2024-2025) Nueva Etapa
Comenzó el 11 de noviembre de 2024, conducidos por Chino Leunis y Micaela Vázquez con un jurado prestigioso que son ellos: Christian Petersen y Ximena Sáenz quienes repiten sus roles y la incorporación de Dolli Irigoyen.

## Premios y nominaciones
| Año  | Galardón        | Rubro                             | Resultado | Ref.   |
| ---- | --------------- | --------------------------------- | --------- | ------ |
| 2020 | Premios Fund TV | Mejor programa de entretenimiento | Ganador   | [ 23 ] |